# Portugal en el Festival de la Canción de Eurovisión 2010

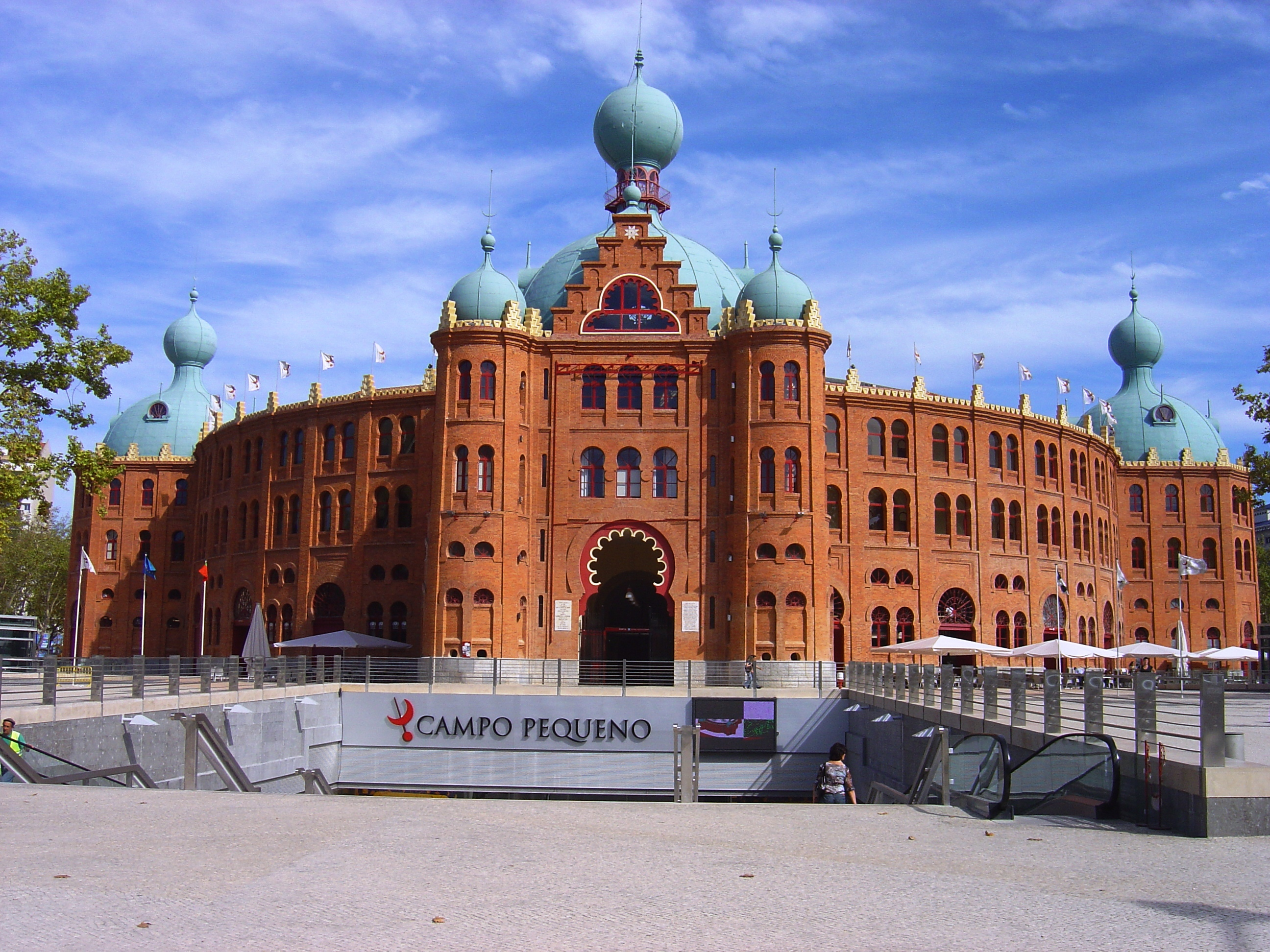
Portugal en el Festival de la Canción de Eurovisión 2010

Portugal participo en el Festival de la Canción de Eurovisión 2010 según confirmó su comentarista en 2009.

## Final Nacional
Festival RTP da Canção, la tradicional preselección nacional portuguesa para el Festival de Eurovisión, regreso en 2010. Así fue confirmado por la RTP. Se trata de uno de los festivales nacionales más antiguos del continente.
A finales de este año RTP anunció oficialmente la celebración del concurso. La fórmula de 2009 fue utilizada de nuevo, pero con algunos cambios que fueron estudiados. En 2009 RTP abrió convocatoria libre para canciones, descartando el formato anterior de invitar a productores que se había estado utilizando desde 2006. Tras una primera selección de 24 canciones por parte de un jurado, los eurofans de todo el mundo pudieron escoger las 12 canciones favoritas, que tomaron parte en la final de febrero, en la que una mezcla al 50% entre jurado y televoto decidió enviar a Flor-de-Lis y Todas as ruas de amor a Moscú.
Se da por casi seguro que volverá a haber selección a través de Internet, así como jurados, en la final portuguesa.